# Romeo & Julia Kören
För andra betydelser, se Romeo och Julia (olika betydelser).

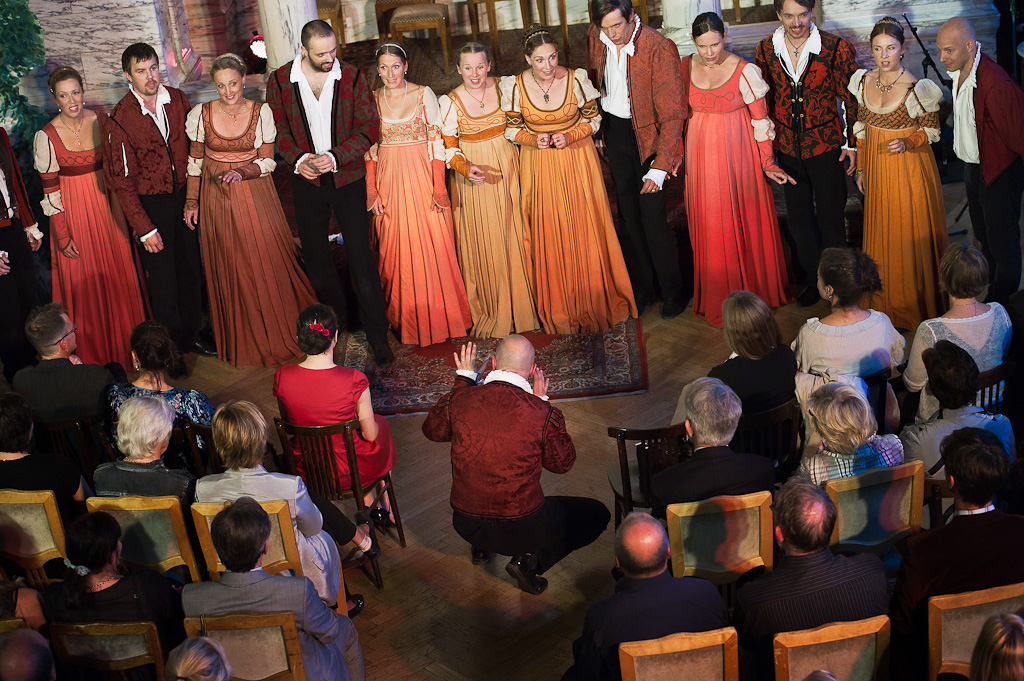
Vid tjugoårsjubileet i augusti 2011.

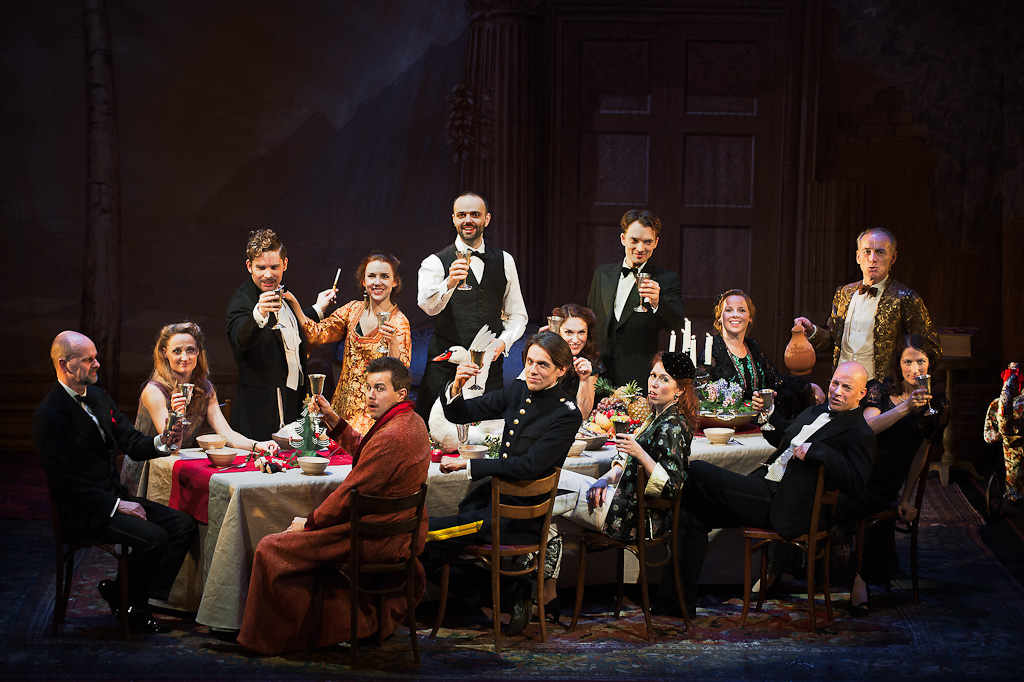
Julkonsert på Dramatens stora scen, december 2011

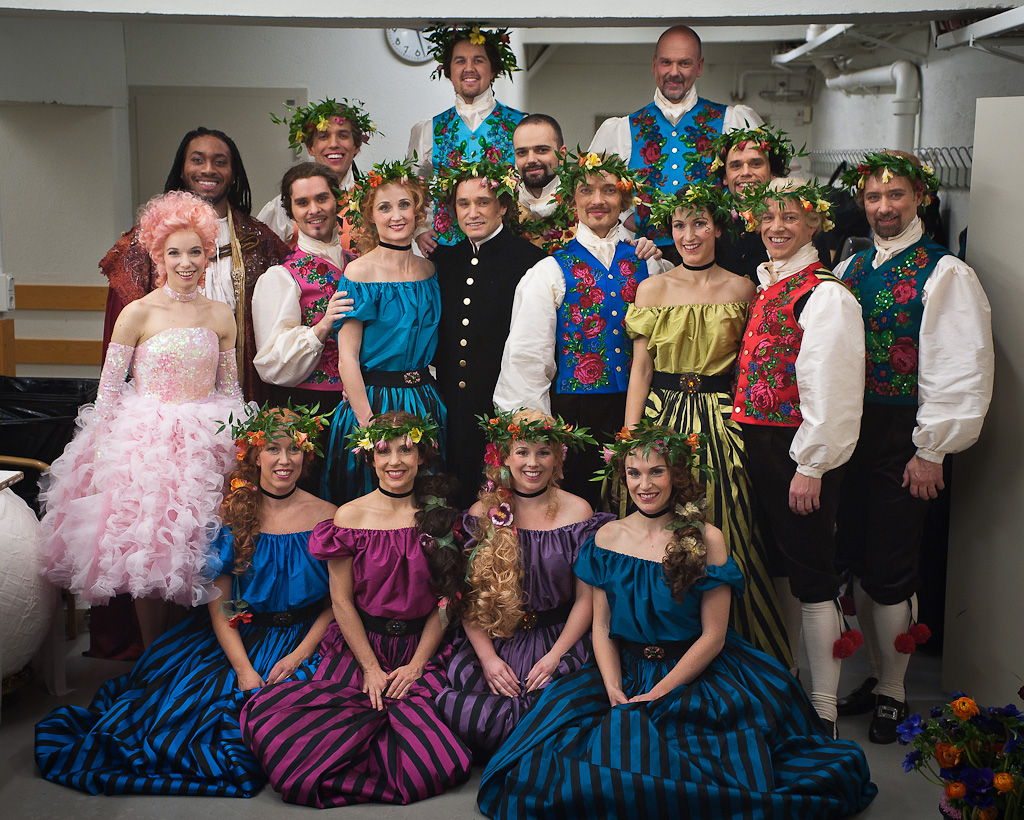
Under Nobelfesten på Stockholms stadshus 10 december 2011

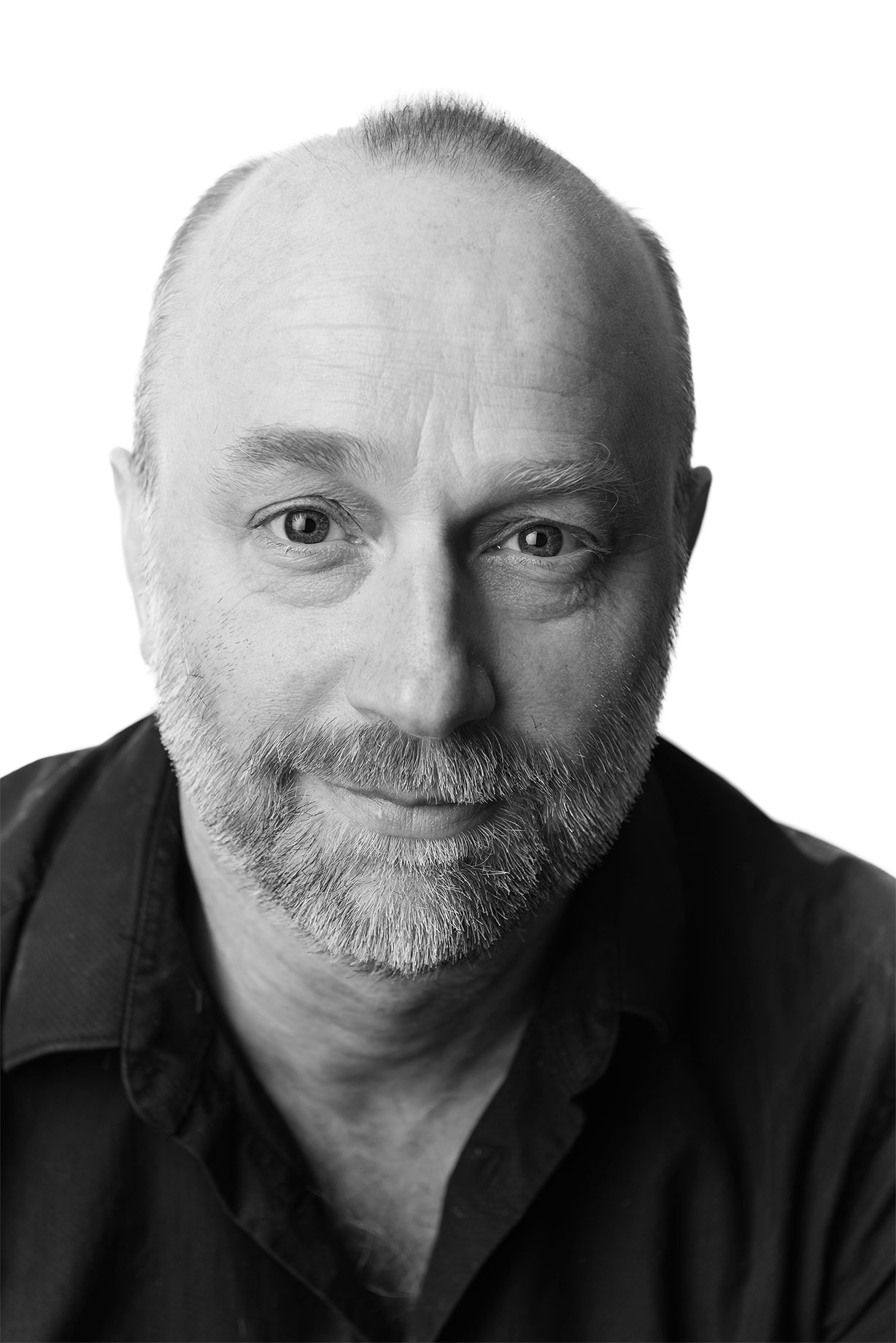
Benoît Malmberg, grundare och konstnärlig ledare för Romeo & Julia Kören samt producent på Dramaten.

Romeo & Julia Kören  [sic] är en musikdramatisk vokalensemble som nästan uteslutande arbetar med europeisk renässansmusik. Kören bildades av Benoît Malmberg på Dramaten i Stockholm 1991 under en uppsättning av Shakespeares Romeo och Julia i regi av Peter Langdal.  

## Historik
Kören medverkade som underhållning under Nobelfesten i Blå Hallen och har även medverkat vid tidigare nobelbanketter, kungaparets silverbröllopsfirande på Gripsholms slott, och millenniefesten på Stockholms slott. Kören fanns också med under bröllopsfesten för kronprinsessan Victoria och prins Daniel år 2010 . Körens produktioner skapas och regisseras av Benoît Malmberg.  
År 2000 tilldelades Benoît Malmberg och Romeo & Julia Kören Ingmar Bergmans stipendium och 2012 H.M. Konungens medalj av 8:e graden i högblått band. Benoît Malmberg tog även emot det stora årliga priset från Stiftelsen Sällskapet Renässans för Humaniora år 2012.
Romeo & Julia Kören turnerar kontinuerligt internationellt och har framträtt i ett trettiotal länder. Ensemblen hör hemma på Dramaten i Stockholm men är inte en del av den ordinarie ensemblen. Samarbetet regleras sedan 2001 i ett samarbetsavtal. 
Sedan bildandet har kören medverkat i ett stort antal festivaler, turnéer och andra evenemang. 

## Turnéer
Albanien, Belgien, Bosnien och Herzegovina, Bulgarien, Chile, Grekland , Italien, Japan, Kina, Kosovo, Kroatien , Kurdistan , Lettland , Litauen, Makedonien, Mexico, Montenegro, Norge, Polen , Serbien, Slovenien, Spanien, Tibet, Ukraina, USA.

## Festivaler
- Banchetto Musicale Early Music Festival, 2004 [14]
- Dubrovnik Summer Festival 1994-2014, 2019[16]
- Rethymno Renaissance Summer Festival 2010[10]
- Gdańsk Shakespeare Festival 2011[15]
- Neuss Shakespeare Festival 2011[17]
- Sulaymaniyah International Theatre Festival 2012[13][18]
- Musikfestspiele Potsdam 2013 [19]
- Guangzhou Art Festival 2019[20]
- Varazdin Baroque Evening Festival 2019, 2024[21]

## Produktioner (urval)
- Shakespeare songs - 1994
- La nuit froide - 1995[22]
- MOnteveRDi (Mordet i Mantua) - 1996 [23]
- Dafne - 1997
- Macbeth - 1997
- Blodsbröllop - 1999
- Janequin - 2001
- Music for a while - 2002
- Sefardiska nätter - 2002[24]
- Lulli - 2003
- Decamerone - 2009 [25]
- Den blodiga historien om Macbeth - 2012[26]
- Spoon River[27] - 2012 (i samarbete med Dramaten)
- Mozart i Marmorfoajén - 2013 [28]
- Hemlängtan - 2014 [29]
- Dante - 2015 [30]
- Fredmans begravning – 2017[31]
- Trämålning 2018[32]
- Mascherata - 2021 [33]
- Händel with Care - 2022[34]
- Gustav Vasa 500 år - 2023 [35]
- Julkonsert – alla år Dramaten, Stockholm[36]

### Barn och ungdom
- Lirum Bililirum [37]
- Macbeth för barn [38]
- Franska Galenskaper – 2017 [39]
- Fredmans begravning – 2017 [31]
- Ja, må han leva! – 2018 [37]
- Renässans för alla – 2019 [37]
- Renässans för de yngsta – 2019 [37]Kyssen av Hjalmar Söderberg - 2024 [40]

## Övriga evenemang
- Högtidhållandet av Raoul Wallenbergs minne i Sveriges Riksdag
- Open road to Sarajevo 1995 [41][42]
- I åminnelse av Förintelsen, Sveriges Riksdag 1997[43]
- Renässanskonsert på Hotell-Euro i Mostar, Bosnien och Hercegovina 1995 [8]
- Underhållning på Nobelfesten i Blå Hallen 2003, 2004, 2009[44] och 2011 [2]
- Kronprinsessan Victoria och prins Daniel bröllopsfest 2010 [3]
- Invigning av Teatro del Lago, Chile 2012[9]
- Kultur i vården [45]

## Diskografi
| År   | TItel                           | Info                                                      |
| ---- | ------------------------------- | --------------------------------------------------------- |
| 1997 | Romeo & Julia Kören             |                                                           |
| 1998 | L'amour de moy                  |                                                           |
| 2000 | White as lilies                 |                                                           |
| 2000 | Blodsbröllop                    |                                                           |
| 2001 | 2 in one / Yellow & Black album |                                                           |
| 2003 | Air de Cour                     | solo Benoît Malmberg, sång Ulf Lundin luta                |
| 2003 | Confort d'amour                 |                                                           |
| 2004 | Almost all Dowland              | solo, Urban Wedin sång och gitarr, Lauri Antila kontrabas |
| 2005 | Vergene bella                   |                                                           |
| 2007 | Noël Noël                       |                                                           |
| 2010 | O Bella o Bianca                |                                                           |
| 2015 | Baisez moy                      |                                                           |
| 2021 | In love with Tromboncino        |                                                           |
| 2023 | Händel with Care                |                                                           |